# Decarydendron
Decarydendron es un género con tres especies de plantas de flores perteneciente a la familia Monimiaceae. Son nativas de Madagascar.

## Especies seleccionadas
- Decarydendron helenae
- Decarydendron lamii
- Decarydendron perrieri